# Parailia
Parailia es un género de peces actinopeterigios de agua dulce, distribuidos por ríos y lagos de África.

## Especies
Existen cinco especies reconocidas en este género:
- Parailia congica Boulenger, 1899
- Parailia occidentalis (Pellegrin, 1901)
- Parailia pellucida (Boulenger, 1901)
- Parailia somalensis (Vinciguerra, 1897)
- Parailia spiniserrata Svensson, 1933